# Tlalocan

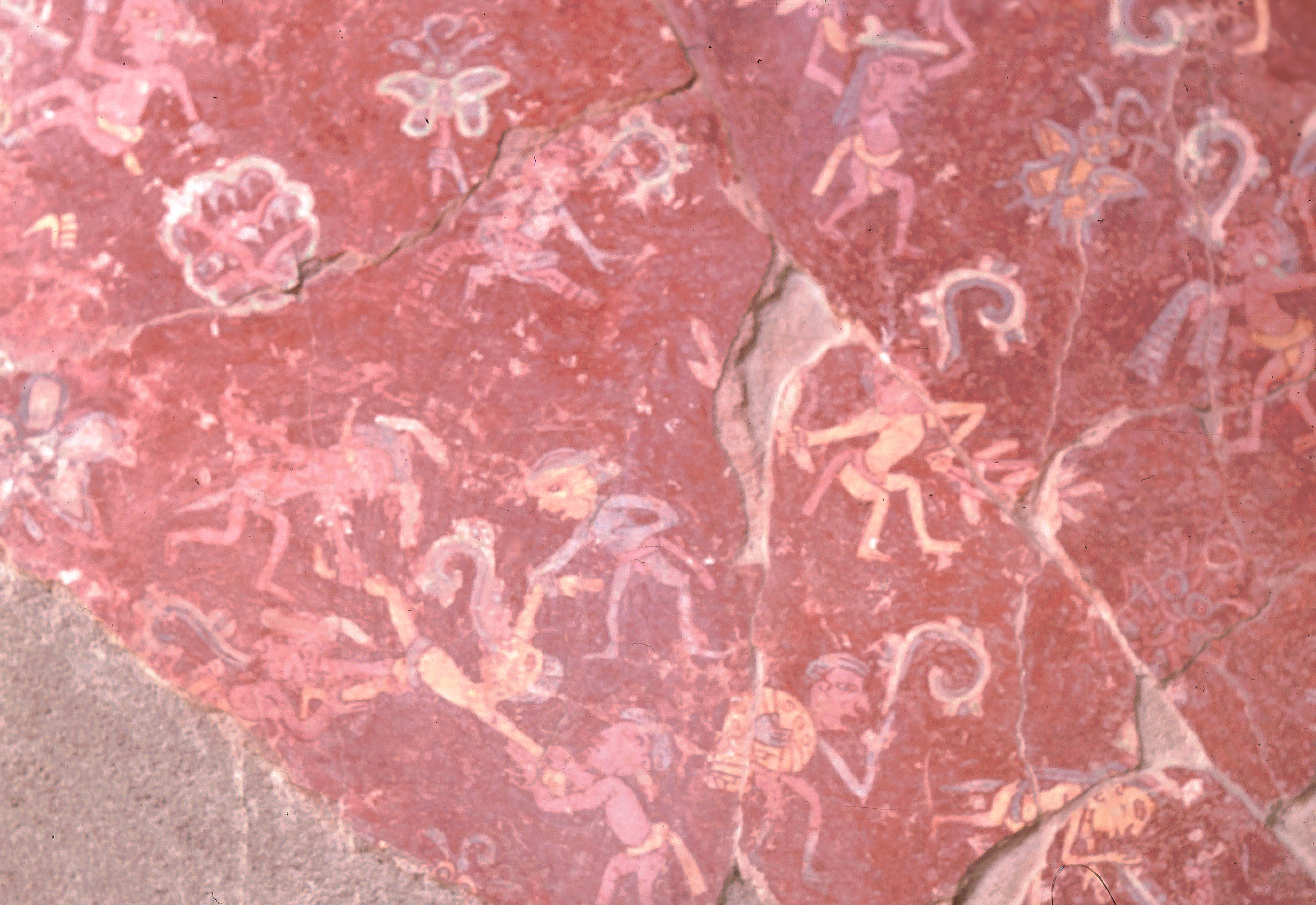
Peinture murale du Tlalocan, dans le complexe d'habitations de Tepantitla à Teotihuacán.

Le Tlālōcān (nom nahuatl qui signifie littéralement « lieu de Tlālōc ») est, dans la mythologie aztèque, l'au-delà des individus que le dieu Tlaloc a distingués, c'est-à-dire tous ceux dont le décès est de près ou de loin lié à l'eau. En faisaient partie ceux qui avaient été victimes de noyade, touchés par la foudre ou de maladies que l'on supposait être en rapport avec l'eau, telles que l'hydropisie, la gale, la goutte ou encore les maladies vénériennes. Le Tlalocan était également la destination des enfants sacrifiés à Tlaloc par noyade.
Selon le codex Vaticanus A, le Tlalocan est situé dans la lune.
Ce mythe a été utilisé pour le thème de l'attraction Talocan, situé dans le parc à thèmes allemand Phantasialand.

## Mythologie aztèque
Le Tlalocan est un endroit verdoyant et humide où règne un éternel printemps. Tlaloc y demeure avec ses assistants, les Tlaloque. Selon une fresque retrouvée dans le complexe résidentiel de Tepantitla à Teotihuacán et selon certains chercheurs comme Alfonso Caso, le Tlalocan est assimilé à un lieu idyllique ou paradisiaque.
Le Chichihuacuauhco, séjour temporaire des nouveau-nés qui n'ont pas pu survivre, est parfois placé dans le Tlalocan.

## Rite funéraire
Contrairement à la coutume, chez les Aztèques, de brûler les défunts, ces individus étaient enterrés. On plaçait des graines sur leurs mâchoires, on peignait leur visage en bleu et leur dépouille était revêtue de papiers découpés.

## Dans la culture populaire
Dans le film des studios Marvel Black Panther: Wakanda Forever (2022), qui prend place dans le Marvel Cinematic Universe, le personnage de Namor est le dirigeant de la cité sous-marine Talokan, changeant ainsi de ses origines Atlantes des comics. Mais ironiquement le rendant plus Atlante selon la description qu'en a fait Platon, puisque les Atlantes étaient supposés être une tout autre civilisation plutôt que Gréco-romain.[réf. nécessaire]